# Fédération roumaine de go
La Fédération Roumaine de go (Federația Română de go) est une fédération de clubs dont le but est de développer la pratique du jeu de go en Roumanie.
Elle a été créée dans la fin des années 1980 et dépend du Ministère roumain des sports.

## Historique
Le développement de la pratique du go en Roumanie date des années 1970. Divers clubs se sont montés progressivement. 
À la suite de l'organisation depuis 1986 d'un championnat national, l'idée de coordonner les actions s'est conclu par la création de la fédération fin 1989, dont l'officialisation et l'affiliation auprès du Ministère des sports ont été validées au début des années 1990 .
Le joueur professionnel Cătălin Țăranu a été président de la fédération de 2009 à 2011.
Depuis c'est Ion Florescu, ancien insei au Japon, qui la dirige.

## Fonctionnement
La fédération fonctionne comme une association classique avec une assemblée générale annuelle désignant les différentes personnes responsables.
Le poste de secrétaire est supporté financièrement en partie par le Ministère des sports.
La fédération a également pour rôle l'organisation d'évènements nationaux tels que :
- le Championnat de Roumanie de go
- le championnat féminin
- le championnat jeunes
- le championnat par équipes

## Membres affiliés
Les membres affiliés sont les clubs de go - classés par ville - : 
- Bistrița : Palatul Copiilor
- Botoșani : Clubul de go
- Brăila : Asociaţia Judeţeană de Go Brăila, Atari, Dunarea, Energia
- Brașov : Tengen
- Bucarest : Arena, Clubul Sportiv de GO 361 [2], Locomotiva, Radu Baciu [3], Sanatatea
- Chiscani : Electro Braila
- Cluj-Napoca : Sakata
- Craiova : Artica, Oltenia, Sabaki
- Cumpana : De Go Blue Dragons Cumpana
- Galați : Lotca
- Giarmata : Millenium
- Iași : Clubul de go
- Oradea : Go Vest [4]
- Pitești : Meijin
- Slobozia :  Olimpia
- Târgu Mureș : Shusaku
- Timișoara : Walter Schmidt
- Drobeta-Turnu Severin : Clubul Constantin Sprincenatu

## Quelques évènements en Roumanie
La Roumanie accueille régulièrement des évènements internationaux, parmi lesquels : 
- 1996 : le premier Championnat européen junior de go à Băile Felix
- 1998 : le Championnat européen de go à Mamaia
- 2000 : le Championnat européen junior de go à Sinaia
- 2002 : le congrès balkanique à Drobeta-Turnu Severin
- 2005 : le congrès balkanique à Drobeta-Turnu Severin
- 2010 : le Championnat européen junior de go à Sibiu
- 2009 : le championnat européen par équipes à Pitești
- 2010 : le congrès balkanique de go à Bucarest
- 2011 : le Championnat mondial junior de go à Bucarest
- 2014 : Championnat européen de go à Sibiu

Des tournois et coupes sont organisés régulièrement, dont notamment :
- la Coupe Shusaku de Târgu Mureș, l'un des plus gros tournois européens

## Joueurs de go roumains
- Cătălin Țăranu, premier joueur Roumain à devenir professionnel, ancien champion européen
- Cristian Pop, ancien insei, ancien champion de Roumanie
- Cornel Burzo, ancien champion de Roumanie
- Dragoş Băjenaru, ancien insei, champion de Roumanie en titre.